# Tillandsia concolor
Tillandsia concolor är en gräsväxtart som beskrevs av Lyman Bradford Smith. Tillandsia concolor ingår i släktet Tillandsia och familjen Bromeliaceae. Inga underarter finns listade i Catalogue of Life.